# 10 Pułk Artylerii Mieszanej
10 Śląski Pułk Artylerii Mieszanej im. kadeta Zygmunta Kuczyńskiego (10 pam) – oddział artylerii Wojska Polskiego.
Pułk został sformowany w 1994 roku, w garnizonie Kędzierzyn-Koźle, w składzie 10 Dywizji Zmechanizowanej.

## Struktura organizacyjna
dowództwo, sztab
- bateria dowodzenia
- bateria rozpoznania dźwiękowego
- 1 dywizjon 2S1 122 mm
- 2 dywizjon 2S1 122 mm

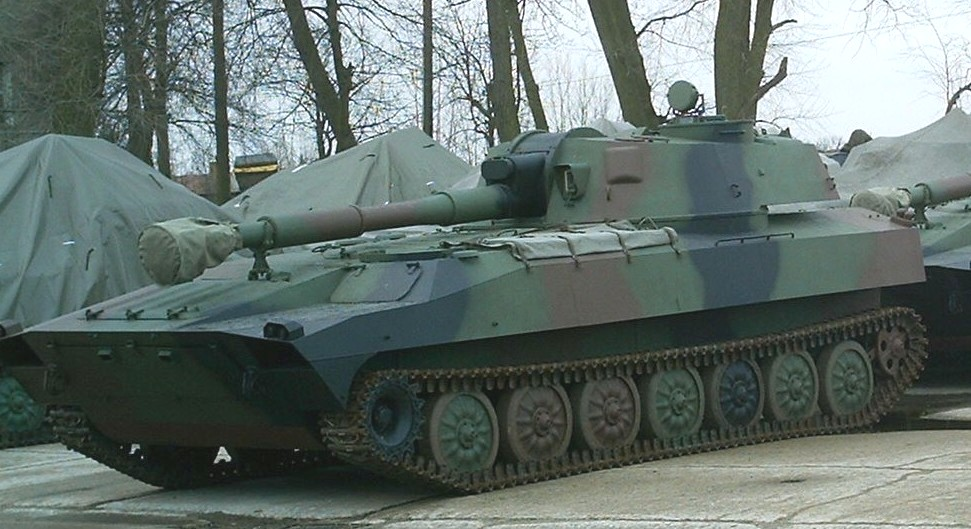
2S1 Goździk

- dywizjon artylerii rakietowej BM 21
- trzy dywizjony artylerii przeciwpancernej (1 rozwinięty 2 skadrowane)
- Samodzielne kompanie: zaopatrzenia, remontowa, medyczna